# Candomblé da Barroquinha
O Ilê Axé Airá Intilê, também conhecido como Candomblé da Barroquinha, localizava-se em Salvador, no estado da Bahia, no Brasil.
De acordo com as lendas contadas pelos mais velhos, algumas princesas vindas de Oió e Queto na condição de escravas, fundaram um terreiro num engenho de cana. Posteriormente, passaram a reunir-se num local denominado Barroquinha em Salvador, onde fundaram uma comunidade de Jeje-Nagô pretextando a construção e manutenção da primitiva Capela da Confraria de Nossa Senhora da Barroquinha, atual Igreja de Nossa Senhora da Barroquinha que, segundo historiadores, efetivamente conta com cerca de três séculos de existência.
Sabe-se que esta comunidade foi fundada por três africanas cujos nomes são Adetá (ou Iá Detá), Iá Calá, Iá Nassô e os babalaôs Babá Assicá e Bamboxê Obiticô. Não se tem certeza de quem plantou o axé, porém a Casa Branca do Engenho Velho local para onde foi transferida, se chama Ilê Iá Nassô Ocá.

## História
O lendário Candomblé da Barroquinha é cercado de mistérios e histórias sobre sua origem e também de suas fundadoras Iá Nassô, Calá e Adetá. Várias são as pesquisas a cerca deste tema com intuito de desvendar esta obscura história da origem do Candomblé Queto na Bahia.
Sabe-se que, do final do século XVIII em diante, muitos foram os negros escravizados na Costa da Mina (área correspondente aos atuais Benim, Nigéria, Togo e Guiné) e trazidos para a Bahia. Os escravos provenientes dessa região, em especial os iorubás (Queto, Oió, Save e outros locais) chegaram a representar 77% da população africana na Bahia.
Sabe-se comprovadamente que estes negros (nagôs) se faziam representar através da Irmandade dos Martírios, que mais tarde veio a servir de fachada para os cultos aos Orixás. Num primeiro momento essa Irmandade, por razão não esclarecida, sai do anexo da Irmandade do Rosário dos Pretos e fixa-se na Igreja da Barroquinha, até então uma confraria formada por homens brancos de menor condição, que mais tarde arrendam o terreno nos fundos da igreja. Com a filiação do Conde dos Arcos (governador-geral na época), essa irmandade de homens brancos pobres torna-se importante e influente, já que a filiação do Conde atrai outros brancos influentes, que passam a ser também membros de honra da Irmandade dos Martírios.
Durante este período, Salvador vive um momento de franca expansão econômica, fazendo parte desta expansão muitos negros nagôs libertos, que, na maioria, talvez devido à Irmandade, residiam na Barroquinha - bairro na época muito próximo do centro do poder político e religioso, porém situado em uma área pantanosa e desvalorizada. Considerando várias pesquisas fundamentadas em Pierre Verger, Vivaldo Costa Lima, Nina Rodrigues e inúmeros documentos oficiais da época, sabe-se que nos arredores de Salvador já existiam libertos que cultuavam, em suas casas, seu ancestral divinizado - o Orixá. Isso nos permite apontar a hipótese de que naturalmente na região da Barroquinha, reduto de nagôs libertos, também havia aqueles que mantinham em suas casas o culto ao seu Orixá. Três senhoras residentes naquelas imediações eram muito conhecidas, talvez por serem as primeiras a cultuar seus Orixás ou também por serem membros de famílias reais, tais como a Aro que deu origem ao Terreiro do Alaqueto, ou tinham títulos e posições importantes na Terra Mãe (África).
Estas senhoras - Iá Adetá, Iá Calá e Iá Nassô - que, segundo a pesquisa de Lisa Earl Castilho, residiam na freguesia do Carmo, deviam possuir assentamentos em suas próprias casas, compartilhando apenas o salão anexo da Igreja da Barroquinha para festividades em honra aos seus Orixás. Só mais tarde, já na Casa Branca, Iá Calá e Iá Adeta teriam, com Obatóssi (Marcelina da Silva), dividido o mesmo espaço físico para seus assentamentos, dando origem ao candomblé que conhecemos hoje.
Segundo Lisa Earl Castilho Iá Nassô, não teria retornado à Bahia. Mas Marcelina (Obatossi), sua escrava liberta, filha espiritual segundo a pesquisadora e prima, segundo Mãe Senhora, teria voltado alguns anos depois assumindo o culto a Xangô, já bem mais próxima da Barroquinha e mantendo boas relações com as outras Iás, inclusive no uso do salão da Barroquinha.
Porém já no fim do século XIX o governador-geral da época decide expulsar os nagôs da região da Barroquinha promovendo segundo ele a modernização da cidade, isso levou a expulsão total dos africanos e ai podemos crer inclusive as Iás, que podem ter costurado juntas a fundação do Terreiro da Casa Branca, chegando a um entendimento a respeito da posição das divindades cultuadas. Pois naquela época os Orixas assim como na África eram cultuados individualmente por famílias, cidades, estados etc. sobre nomes diferentes, que no Brasil ganharam status de qualidades, agrupadas sobre um mesmo nome. Não se sabe quais critérios definiram isso. Da origem do Candomblé de Queto, sabe-se que Aira era uma divindade do trovão assim como Xangô porem da cidade de Savé e possivelmente era cultuado por Iá Adeta ou Calá, não pode-se definir, já que nada ficou sobre elas além do que se diz nos terreiros descendentes. Odé ou Oxóssi era o Orixá da família Real Aro, uma das nove dinastias de Queto que teve alguns membros escravizados na Bahia, este segundo pesquisadores teria sido o primeiro Orixá a ter assentamento em terras baianas e a ter culto na então Barroquinha por uma das Iás Calá ou Adeta, levando em consideração que na África daquele tempo os caçadores tinham muito prestigio inclusive de ser considerado o senhor da terra, já que este era o desbravador das novas terras, No político acordo da fundação da Casa Branca ele tenha tido primazia em ser o senhor da terra no famoso terreiro a ser fundado, já Aira e Xangô dadas as similaridades, ambos deuses do trovão tenham sido os primeiros Orixás a ser agrupados sobre uma mesma identidade, ficando Aira como senhor da casa em respeito a ser este mais velho do que Xangô.
Todos estes fatos mostram que o Candomblé da Barroquinha não era o que conhecemos por Candomblé hoje, era naqueles tempos um termo para se referir a festas promovidas pelos nagôs, que a faziam no então salão anexo da Igreja sob o sincretismo. Os assentamentos, existiam em locais distintos nas casas de seus devotos, somente mais tarde é que veio a se formar o que conhecemos hoje por Candomblé, um único para espaço para diversas divindades agrupadas por um mesmo nome.
De qualquer forma foi a partir daquela região pelas mãos destas três ilustres e lendárias figuras que nasceu o Candomblé Queto na Bahia.